# CONSUR Sevens 2023
CONSUR Sevens 2023 – piętnaste mistrzostwa strefy CONSUR w rugby 7 mężczyzn, oficjalne międzynarodowe zawody rugby 7 o randze mistrzostw kontynentu organizowane przez Sudamérica Rugby mające na celu wyłonienie najlepszej męskiej reprezentacji narodowej w tej dyscyplinie sportu w strefie CONSUR, które odbyły się w urugwajskiej stolicy Montevideo w dniach 17–18 czerwca 2023 roku. Turniej służył również jako kwalifikacja do turnieju rugby 7 na Letnich Igrzyskach Olimpijskich 2024.

## Informacje ogólne
Do rozegranych na Estadio Charrúa w Montevideo zawodów zostało zaproszonych wszystkich dziewięć związków zrzeszonych w Sudamérica Rugby będących jednocześnie pełnymi członkami World Rugby. Do rozgrywek przystąpiło sześć zespołów, które w pierwszej fazie rozegrały spotkania systemem kołowym w ramach jednej grupy, następnie czołowa dwójka zmierzyła się w finale, dwie kolejne dwójki walczyły zaś o miejsca trzecie i piąte. Bezpośrednią kwalifikację na Letnie Igrzyska Olimpijskie 2024 uzyskiwał zwycięzca zawodów, dwa kolejne zespoły otrzymały natomiast prawo do występu w turnieju barażowym.
W finale spotkały się reprezentacje Urugwaju i Chile, a lepsi okazali się gospodarze zawodów uzyskując tym samym bezpośredni awans na igrzyska w Paryżu. Natomiast w meczu o trzecie miejsce Brazylijczycy po dogrywce pokonali Kolumbijczyków i wraz z Chilijczykami otrzymali prawo do występu w światowym turnieju kwalifikacyjnym.

## Faza grupowa
| 17 czerwca 202310:09 | Brazylia | 36:7 | Kolumbia | Estadio Charrúa, Montevideo |
| 17 czerwca 202310:09 |          | 36:7 |          | Estadio Charrúa, Montevideo |

| 17 czerwca 202310:32 | Chile | 31:0 | Paragwaj | Estadio Charrúa, Montevideo |
| 17 czerwca 202310:32 |       | 31:0 |          | Estadio Charrúa, Montevideo |

| 17 czerwca 202311:18 | Urugwaj | 55:0 | Peru | Estadio Charrúa, Montevideo |
| 17 czerwca 202311:18 |         | 55:0 |      | Estadio Charrúa, Montevideo |

| 17 czerwca 202312:55 | Brazylia | 5:36 | Chile | Estadio Charrúa, Montevideo |
| 17 czerwca 202312:55 |          | 5:36 |       | Estadio Charrúa, Montevideo |

| 17 czerwca 202313:18 | Urugwaj | 52:0 | Kolumbia | Estadio Charrúa, Montevideo |
| 17 czerwca 202313:18 |         | 52:0 |          | Estadio Charrúa, Montevideo |

| 17 czerwca 202313:41 | Paragwaj | 12:10 | Peru | Estadio Charrúa, Montevideo |
| 17 czerwca 202313:41 |          | 12:10 |      | Estadio Charrúa, Montevideo |

| 17 czerwca 202316:04 | Kolumbia | 26:7 | Peru | Estadio Charrúa, Montevideo |
| 17 czerwca 202316:04 |          | 26:7 |      | Estadio Charrúa, Montevideo |

| 17 czerwca 202316:27 | Brazylia | 26:5 | Paragwaj | Estadio Charrúa, Montevideo |
| 17 czerwca 202316:27 |          | 26:5 |          | Estadio Charrúa, Montevideo |

| 17 czerwca 202316:50 | Chile | 12:14 | Urugwaj | Estadio Charrúa, Montevideo |
| 17 czerwca 202316:50 |       | 12:14 |         | Estadio Charrúa, Montevideo |

| 18 czerwca 202309:46 | Kolumbia | 17:14 | Paragwaj | Estadio Charrúa, Montevideo |
| 18 czerwca 202309:46 |          | 17:14 |          | Estadio Charrúa, Montevideo |

| 18 czerwca 202310:09 | Urugwaj | 27:7 | Brazylia | Estadio Charrúa, Montevideo |
| 18 czerwca 202310:09 |         | 27:7 |          | Estadio Charrúa, Montevideo |

| 18 czerwca 202310:32 | Chile | 40:0 | Peru | Estadio Charrúa, Montevideo |
| 18 czerwca 202310:32 |       | 40:0 |      | Estadio Charrúa, Montevideo |

| 18 czerwca 202312:55 | Kolumbia | 0:50 | Chile | Estadio Charrúa, Montevideo |
| 18 czerwca 202312:55 |          | 0:50 |       | Estadio Charrúa, Montevideo |

| 18 czerwca 202313:18 | Urugwaj | 43:7 | Paragwaj | Estadio Charrúa, Montevideo |
| 18 czerwca 202313:18 |         | 43:7 |          | Estadio Charrúa, Montevideo |

| 18 czerwca 202313:41 | Brazylia | 68:0 | Peru | Estadio Charrúa, Montevideo |
| 18 czerwca 202313:41 |          | 68:0 |      | Estadio Charrúa, Montevideo |

## Faza pucharowa
| 18 czerwca 202316:28 | Paragwaj | 24:26 | Peru | Estadio Charrúa, Montevideo |
| 18 czerwca 202316:28 |          | 24:26 |      | Estadio Charrúa, Montevideo |

| 18 czerwca 202317:18 | Brazylia | 19:14 | Kolumbia | Estadio Charrúa, Montevideo |
| 18 czerwca 202317:18 |          | 19:14 |          | Estadio Charrúa, Montevideo |

| 18 czerwca 202318:08 | Urugwaj | 12:5 | Chile | Estadio Charrúa, Montevideo |
| 18 czerwca 202318:08 |         | 12:5 |       | Estadio Charrúa, Montevideo |

## Klasyfikacja końcowa
| Miejsce | Reprezentacja | Uwagi                       |
| ------- | ------------- | --------------------------- |
| 1       | Urugwaj       | awans na: LIO 2024          |
| 2       | Chile         | awans do: baraży o LIO 2024 |
| 3       | Brazylia      | awans do: baraży o LIO 2024 |
| 4       | Kolumbia      | -                           |
| 5       | Peru          | -                           |
| 6       | Paragwaj      | -                           |